# Список готичних споруд на теренах Великого князівства Литовського
В даному списку приведені архітектурні споруди
Список побудований за географічним принципом.
|  | Споруди, які добре зберегли первісні архітектурні форми. |
|  | Споруди, що вціліли більш або менш фрагментарно.         |
|  | Об'єкти, що не збереглись або є фактично втрачені.       |

## В межах сучасної Литви
| Назва                                        | Місцерозташування   | Час спорудження або перебудови | Примітки | Фото |
| -------------------------------------------- | ------------------- | ------------------------------ | --- | ---- |
| Комплекс Верхнього та Нижнього замків        | Вільна              | До 1323, XIV — початок XV ст.  | Залишки розібрано в 1831 р. Залишилась т. зв. «Вежа Гедиміна». |      |
| Успенський (Пречистенський) собор            | Вільна              | 1511 — 1522.                   | Перебудована з храму середини XIV ст. Перебудова здійснена на кошти князя К.Острозького. Це був тринавний чотирьохстовпний хрмам оборонного типу. Церква була дуже спотворена перебудовами у XIX ст. Її нинішній вигляд (реконструкція 1860-х рр.) навряд чи відтворює риси споруди початку XVI ст. Вціліли лише окремі елементи готичного декору. |      |
| Троїцька церква                              | Вільна              | 1514 — 1516.                   | Збудована на кошти князя К.Острозького. Первісно це був чотирьохстовпний триабсидний храм оборонного типу. Після численних перебудов XVIII–XIX він майже втратив готичні елементи. Окремо розташована дзвіниця збудована на початку XVI ст., перебудовувалась.                                                                                     |      |
| Пятницька церква                             | Вільна              | 1557 — 1560.                   | Збудована на місці храму середини XIV ст. Невелика зальна однонавна церква. Перебудовувалась. Сучасний храм зведено в 1860-і рр. на залишках старого, він зовсім не відтворює оригінал. |      |
| Микольська церква                            | Вільна              | Бл. 1514.                      | Збудована коштом князя К.Острозького на місці храму середини XIV ст. Триабсидний чотирьохстовпний храм оборонного типу. З XVII ст. неодноразово перебудовувався. Після реконструкції 1860-х рр. повністю втратив риси готичної споруди. |      |
| Троїцький костел                             | Вільна              | Кінець XV ст.                  | Після перебудов XVIII–XIX ст. втратив риси готичної споруди. Залишились лише рештки первісних стін в храмі доби бароко. |      |
| Костел Іоанна Хрестителя                     | Вільна              | 1427, 1530–1534.               | Первісний тринавний костел перебудований в XVI–XIX ст. Були подовжені нави, додані каплиці, барокові фасади і фронтони, зведені нові склепіння, зроблене нове внутрішнє оздоблення. Дзвіниця — XVI ст., неодноразово перебудовувалась. Готичні риси костелу майже втрачені.                                                                        |      |
| Михайлівский костел                          | Вільна              | 1594 — 1625.                   | Готично-ренесансний однонавний костел. Перебудований в стилі бароко в XVII–XVIII ст. |      |
| Микольський костел                           | Вільна              | 1382 — 1387.                   | Найбільш древній костел Вільни. Тринавний, одноабсидний. Склепіння — 1514–1525 рр., дзвіниця — початку XIX ст. |      |
| Костел Франциска Ассизького (бернардинський) | Вільна              | 1470 — 1516.                   | Склепіння частково перебудовані в 1570-і рр. Храм має перебудови та прибудови XVII–XVIII ст., проте зберігся в усіх своїх основних частинах. |      |
| Костел Анни                                  | Вільна              | 1490 — 1501.                   | Перебудовувався наприкінці XVI — в XVII ст. Дзвіниця — кінця XIX ст. Однонавний одноабсидний храм, поєднаний галереєю з храмом бернардинців. Має унікальне оздоблення фасадів, це єдиний витвір західноєвропейської готики в Литві. |      |
| Костел Святого Духа (домініканський)         | Вільна              | 1441.                          | Перебудовувався, втрачений наприкінці XVII ст. Нині на його місці стоїть бароковий храм середини XVIII ст. |      |
| Кафедральний костел Святого Станислава       | Вільна              | 1387, 1419.                    | Перебудовався багато разів (починаючи з 1522 р.). Під час останньої реконструкції кінця XVIII ст. остаточно втратив риси готичної споруди. Дзвіниця — XVI–XVIII ст., перебудована з замкової вежі. |      |
| Георгієвський костел (кармелітів)            | Вільна              | 1506.                          | Перебудований у стилі бароко в XVII ст. |      |
| Вознесенський костел                         | Вільна              | 1421.                          | Перебудований в 1533 р. Тринавний одноабсидний храм. Нині залишились рештки, вмонтовані в бароковий костел 1750-х рр. |      |
| Троїцький костел                             | Риконти             | 1585.                          | Первісно — кальвинський збор. Перебудований у барокових формах наприкінці XVII ст. |      |
| Благовіщенський костел                       | Кретинга            | 1609 — 1617.                   | Збудований Я. К. Ходкевичем. Західний фасад та дзвіниця добудовані в стилі бароко в XVII ст. Сучасний вигляд остаточно склався після реконструкцій 1908 та 1930-х рр. |      |
| Костел Іоанна Хрестителя                     | Сапежишки (Запішки) | 1578.                          | Збудований у маєтку Сапег. Чотирьохстовпний храм з подовженою вівтарною частиною. |      |
| Вознесенський костел                         | Мерач (Меркіне)     | 1434 — 1443.                   | Збудований Ягайлом. Тринавний чотирьохстовпний одноабсидний храм. Західний бароковий фасад додано під час перебудови середини XVII ст. |      |
| Георгіївський костел                         | Кейдани             | Кінець XV ст.                  | Тринавний чотирьохстовпний одноабсидний храм. Має пізні прибудови. |      |
| Ковенський замок                             | Ковна               | Середина XIV ст. — 1410.       | Перебудований в 1560–1580-і рр. Зберігся частково. |      |
| Костел Гертруди                              | Ковна               | Кінець XV ст. — 1503.          | Однонавний одноабсидний храм. Вежа-дзвіниця прибудована в середині XVI ст. |      |
| «Дім Перкунаса»                              | Ковна               | Кінець XV ст.                  | |      |
| Благовіщенський костел (фара Вітовта)        | Ковна               | 1400 — 1411.                   | Тринавний чотирьохстовпний храм з подовженою абсидою. Збудований Вітовтом. Вежа-дзвіниця прибудована в середині XVI ст. |      |
| Петропавлівський кафедральний костел         | Ковна               | 1408 — 1413.                   | На початку XVII ст. та в 1671 р. сильно перебудований. Реконструйований на початку XIX ст. Від первісної буівлі залишилась лише вівтарна частина та частково стіни нав. |      |
| Микольський костел (бенедектинський)         | Ковна               | 1495 — 1503.                   | Тринавний одноабсидний храм. Має асиметричний план. Вежа-дзвіниця та інші прибудови — XVI–XVIII ст. |      |
| Троїцький костел                             | Ковна               | 1624 — 1634.                   | Має риси готики та ренесансу. |      |
| Георгіївський костел                         | Ковна               | 1468 — 1492.                   | Тринавний одноабсидний храм. Перебудовувався в XVI ст. |      |
| Старі корпуси Ковенського університету       | Ковна               | XVI ст.                        | |      |
| Троцький Півострівний замок                  | Троки               | Середина XIV ст.               | Залишились рештки. |      |
| Троцький Острівний замок                     | Троки               | Кінець XIV — початок XV ст..   | |      |
| Успенський костел                            | Троки               | 1409.                          | Повністю перебудований в стилі сарматського бароко на початку XVIII ст., готичні риси втрачено. |      |
| Медницький замок                             | Медники             | 1-а половина XIV ст.           | Залишились рештки. |      |

## В межах сучасної Білорусі
| Назва                            | Місцерозташування | Час спорудження або перебудови | Примітки | Фото                                  |
| -------------------------------- | ----------------- | ------------------------------ | --- | ------------------------------------- |
| Вітебський замок                 | Вітебськ          | Середина XIV ст.               | Мав муровані і дерев'яні частини. |                                       |
| Успенський костел                | Ошмяни            | Кінець XV — початок XVI ст.    | Повністю перебудований в XIX ст. в стилі класицизм. Від первісної будівлі збереглись рештки в поруйнованому храмі XIX ст.                                                                                    |                                       |
| Миколаївська церква              | Брест             | До 1596.                       | Храм оборонного типу, поєднував готичні та ренесансні риси. Саме в цій церкві була прийнята Берестейська унія. Церква знесена в 1840-і рр.                                                                   |                                       |
| Замок Гаштовтів                  | Гараньони         | 1519 — 1529.                   | Залишки остаточно розібрано в XIX ст. |                                       |
| Микольський костел               | Гараньони         | 1529.                          | Сильно пербудований в XVIII–XIX ст., готичні риси збережені частково. |                                       |
| Михайлівський костел             | Гнезна            | 1524.                          | Неодноразово перебудовувався, проте зберіг всі основні свої частини. |                                       |
| Петропавлівський костел          | Ів'є              | 1491 — 1495.                   | Перебудований в стилі бароко в 1780-і рр., перекладені склепіння. |                                       |
| Троїцький костел                 | Ішколдь           | 1449 — 1471.                   | Тринавний одноабсидний храм, добре зберіг свої готичні форми. |                                       |
| Церква Різдва Богородиці         | Мурованка         | 1520-і рр.                     | Тринавний чотирьохстовпний одноабсидний храм оборонного типу. |                                       |
| Мірський замок                   | Мір               | 1505 — 1510.                   | |                                       |
| Микольський костел               | Мір               | 1599 — 1604.                   | Поєднує риси готики та ренесансу. |                                       |
| Троїцька церква                  | Мір               | 1524 — 1550.                   | Під час перебудови XIX ст. повністю втратила риси готичної споруди. |                                       |
| Новогрудський замок              | Новогрудок        | Кінець XIV — початок XV ст.    | Знесений на початку XVIII ст. Залишились решки. |                                       |
| Успенська церква                 | Новогрудок        | 1-а половина XIV ст.           | Замкова церква. Неодноразово перебудовувалась, втрачена в середині XIX ст. |                                       |
| Борисоглібська церква            | Новогрудок        | 1517 — 1519.                   | Збудована князем К.Острозьким на руїнах храму XII ст. Тринавний чотирьохстовпний одноабсидний храм. Вежі прибудовані в 1624–1632 рр. Неодноразово перебудовувалась, проте зберегла всі свої основні частини. |                                       |
| Преображенський костел           | Новогрудок        | 1395.                          | Тринавний храм з трьома пізнішими асиметричними каплицями XV–XVII ст. Збудований заново (окрім каплиць) в 1713–1740 рр. в стилі т. зв. сарматського бароко.                                                  |                                       |
| Софійський собор                 | Полоцьк           | 1495 — 1501.                   | Перебудований з храму XI ст. Собор отримав готичні риси оборонної церкви. Більша частина храму знищена в середині XVIII ст.                                                                                  |                                       |
| Троїцький костел                 | Клецьк            | 1550.                          | Збудований на місці храму середини XV ст. Поєднував готичні та ренесансні риси. Підірваний в 1950-і рр., залишились руїни.                                                                                   |                                       |
| Михайлівська церква              | Синковичі         | Початок XVI ст.                | Збудована гетьманом К.Острозьким. Чотирьохстовпний одноабсидний храм оборонного типу. |                                       |
| Хрестовоздвиженський костел      | Уселюб            | XV ст.                         | Побудований Я.Немирею. Сильно перебудований ззовні, втрачені первісні склепіння. В 1897 р. прибудована вежа-дзвіниця.                                                                                        |                                       |
| Городенський замок               | Городня           | 1391 — 1398.                   | Перебудовувався. Частко знищений, втратив первісний вигляд. |                                       |
| Успенський костел (фара Вітовта) | Городня           | 1584 — 1587.                   | Тринавний шестистовпний храм з подовженою абсидою. Неодноразово перебудовувався в XVII–XIX ст. Реконструйований в 1920-і рр. польською владою. Знесений в 1961 р.                                            | Файл:Church of Vitaut Horadnia05.jpeg |
| Кревський замок                  | Крево             | 1330-і рр.                     | Залишились рештки. |                                       |
| Лідський замок                   | Ліда              | 1330-і рр.                     | |                                       |
| Мядельський замок                | Мядель            | XVI ст.                        | Втрачений. |                                       |

## В межах сучасної Польщі
| Назва                                          | Місцерозташування | Час спорудження або перебудови | Примітки | Фото |
| ---------------------------------------------- | ----------------- | ------------------------------ | --- | ---- |
| Свято-Духовська церква                         | Кодна             | 1513 — 1520.                   | Тринавний одноабсидний храм. Побудований Іваном Сапегою. Тепер — костел.                                                                               |      |
| Благовіщенський собор Супрасльського монастиря | Супрасль          | 1505 — 1510.                   | Тринавний чотирьохстовпний одноабсидний однобанний храм з кутовими вежами. Побудований О.Ходкевичем. Знищений в 1944 р. німцями, пізніше відбудований. |      |

## В межах сучасної України
| Назва                                   | Місцерозташування | Час спорудження або перебудови | Примітки | Фото |
| --------------------------------------- | ----------------- | ------------------------------ | --- | ---- |
| Замок Любарта                           | Луцьк             | Середина XIV — початок XV.     | |      |
| Богоявленська церква                    | Острог            | 1520-і рр.                     | Чотирьохстовпний п'ятибанний храм з трьома абсидами. Фамільна церква-усипальниця Острозьких. В XVII–XIX ст. поступово руйнувалась, в 1880-і рр. перекладена на старій основі, проте зі значними викривленнями. Від первісного храму залишились рештки. |      |
| Острозький замок                        | Острог            | 1520-і рр.                     | |      |
| Троїцький собор Межирицького монастиря  | Межиріч           | 1520-і рр.                     | Шестистовпний пятибанний триабсидний храм з симетричними прибудовами — келіями, що в кутових компаратиментах мають оборонні вежі. |      |
| Успенська церква Зимненського монастиря | Зимне             | Третя чверть XV ст.            | Сильно спотворена перебудовою у псевдоросійському стилі в 1898–1900. |      |